# Temporada 1996 del Campeonato Mundial de Rally
La temporada 1996 fue la edición 24º del Campeonato Mundial de Rally. Comenzó el 9 de febrero con el Rally de Suecia y finalizó el 6 de noviembre en el Rally Cataluña.

## Calendario
| Ronda | Fecha               | Rally              |
| ----- | ------------------- | ------------------ |
| 1     | 9–11 de febrero     | Rally de Suecia    |
| 2     | 5–7 de abril        | Rally Safari       |
| 3     | 10–12 de mayo       | Rally de Indonesia |
| 4     | 2–4 de junio        | Rally Acrópolis    |
| 5     | 4–6 de julio        | Rally de Argentina |
| 6     | 23–26 de agosto     | Rally de Finlandia |
| 7     | 13–16 de septiembre | Rally de Australia |
| 8     | 13–16 de octubre    | Rally de San Remo  |
| 9     | 4–6 de noviembre    | Rally Cataluña     |

## Equipos
| Equipo                      | Constructor       | Vehículo                | Neumático           | Piloto                  | Copiloto           | Rondas            |
| Equipos oficiales           | Equipos oficiales | Equipos oficiales       | Equipos oficiales   | Equipos oficiales       | Equipos oficiales  | Equipos oficiales |
| --------------------------- | ----------------- | ----------------------- | ------------------- | ----------------------- | ------------------ | ----------------- |
| 555 Subaru World Rally Team | Subaru            | Impreza 555             | Pirelli             | Colin McRae             | Derek Ringer       | 1-9               |
| 555 Subaru World Rally Team | Subaru            | Impreza 555             | Pirelli             | Kenneth Eriksson        | Staffan Parmander  | 1-9               |
| 555 Subaru World Rally Team | Subaru            | Impreza 555             | Pirelli             | Didier Auriol           | Bernard Occelli    | 1                 |
| 555 Subaru World Rally Team | Subaru            | Impreza 555             | Pirelli             | Piero Liatti            | Fabrizina Pons     | 1–9               |
| Ford Motor Company          | Ford              | Ford Escort RS Cosworth | Michelin            | Carlos Sainz            | Luis Moya          | 1-9               |
| Ford Motor Company          | Ford              | Ford Escort RS Cosworth | Michelin            | François Delecour       | Daniel Grataloup   | 1                 |
| Ford Motor Company          | Ford              | Ford Escort RS Cosworth | Michelin            | Stig Blomqvist          | Beny Melander      | 1, 2              |
| Ford Motor Company          | Ford              | Ford Escort RS Cosworth | Michelin            | Gwyndaf Evans           | Howard Davies      | 3                 |
| Ford Motor Company          | Ford              | Ford Escort RS Cosworth | Michelin            | Bruno Thiry             | Stéphane Prévot    | 4–9               |
| Ford Motor Company          | Ford              | Ford Escort RS Cosworth | Michelin            | Dandy Rukmana           | Sabastian Supi     | 3                 |
| Ford Motor Company          | Ford              | Ford Escort RS Cosworth | Michelin            | Ari Vatanen             | Fabrizia Pons      | 1                 |
| Ford Motor Company          | Ford              | Ford Escort RS Cosworth | Michelin            | Ari Mokkonen            | Voitto Silander    | 5                 |
| Team Mitsubishi Ralliart    | Mitsubishi        | Lancer Evo III          | Michelin            | Tommi Mäkinen           | Seppo Harjanne     | 1-9               |
| Team Mitsubishi Ralliart    | Mitsubishi        | Lancer Evo III          | Michelin            | Kenneth Bäcklund        | Tod Andersson      | 1                 |
| Team Mitsubishi Ralliart    | Mitsubishi        | Lancer Evo III          | Michelin            | Kenjiro Shinozuka       | Pentti Kuukkala    | 2                 |
| Team Mitsubishi Ralliart    | Mitsubishi        | Lancer Evo III          | Michelin            | Richard Burns           | Robert Reid        | 3, 5, 7, 9        |
| Team Mitsubishi Ralliart    | Mitsubishi        | Lancer Evo III          | Michelin            | Lasse Lampi             | Jyrki Stenroos     | 6                 |
| Team Mitsubishi Ralliart    | Mitsubishi        | Lancer Evo III          | Michelin            | Didier Auriol           | Denis Giraudet     | 8                 |
| Team Mitsubishi Ralliart    | Mitsubishi        | Lancer Evo III          | Michelin            | Jouko Puhakka           | Keijo Eerola       | 6                 |
| Team Mitsubishi Ralliart    | Mitsubishi        | Lancer Evo III          | Michelin            | Uwe Nittel              | Christina Thörner  | 1, 4–9            |
| Toyota Castrol Team         | Toyota            | Celica GT-Four ST205    | Michelin            | Ian Duncan              | David Williamson   | 2                 |
| Toyota Castrol Team         | Toyota            | Celica GT-Four ST205    | Michelin            | Neal Bates              | Coral Taylor       | 7                 |
| Toyota Castrol Team         | Toyota            | Celica GT-Four ST205    | Michelin            | Reza Pribadi            | Denis Giraudet     | 3                 |
| Toyota Castrol Team         | Toyota            | Celica Turbo 4WD        | Michelin            | Yoshio Fujimoto         | Arnet Hertz        | 3, 7              |
| Equipos privados            |                   |                         |                     |                         |                    |                   |
| Blue Rose Team              | Ford              | Ford Escort RS Cosworth |                     | Jarmo Kytölehto         | Arto Kapanen       | 6, 8–9            |
| Renstal de Bokkenrijders    | Mitsubishi        | Lancer Evo III          |                     | Pascal Smets            | Jean-Paul S'Heeren | 4, 8              |
| Mitsubishi Ralliart Zushi   | Mitsubishi        | Lancer Evo III          | Yoshihiro Kataoka   | Satoshi Hayashi         | 3, 7               |                   |
| Les Walkden Racing          | Mitsubishi        | Lancer Evo III          | Ed Ordynski         | Mark Stacey             | 7                  |                   |
| Toyota Team Belgium         | Toyota            | Toyota Celica GT-Four   |                     | Freddy Loix             | Sven Smeets        | 4, 8–9            |
| Toyota Castrol Finland      | Toyota            | Toyota Celica GT-Four   | Marcus Grönholm     | Timo Rautiainen         | 1, 6               |                   |
| Toyota Castrol Finland      | Toyota            | Toyota Celica GT-Four   | Teppo Leino         | Jukka Konttila          | 6                  |                   |
| Toyota Castrol Team Sweden  | Toyota            | Toyota Celica GT-Four   | Tomas Jansson       | Ingermar Algerstedt     | 1                  |                   |
| Toyota Castrol Team Sweden  | Toyota            | Toyota Celica GT-Four   | Juha Kankkunen      | Nicky Grist             | 1                  |                   |
| Toyota Team Australia       | Toyota            | Toyota Celica GT-Four   | Juha Kankkunen      | Nicky Grist             | 3                  |                   |
| Toyota Castrol Finland      | Toyota            | Toyota Celica GT-Four   | Juha Kankkunen      | Nicky Grist             | 6                  |                   |
| Toyota Castrol Team Sweden  | Toyota            | Toyota Celica GT-Four   | Thomas Rådström     | Lars Bäckman            | 1, 6, 9            |                   |
| H.F. Grifone                | Toyota            | Toyota Celica GT-Four   | Thomas Rådström     | Denis Giraudet          | 4                  |                   |
| H.F. Grifone                | Toyota            | Toyota Celica GT-Four   | Gilberto Pianezzola | Loris Roggia            | 4–5, 8             |                   |
| H.F. Grifone                | Toyota            | Toyota Celica GT-Four   | Andrea Dallavilla   | Danilo Fappani          | 6, 8               |                   |
| H.F. Grifone                | Toyota            | Toyota Celica GT-Four   | Rui Madeira         | Nuno Rodrigues Da Silva | 4–6, 8–9           |                   |

## Resultados

### Campeonato de pilotos

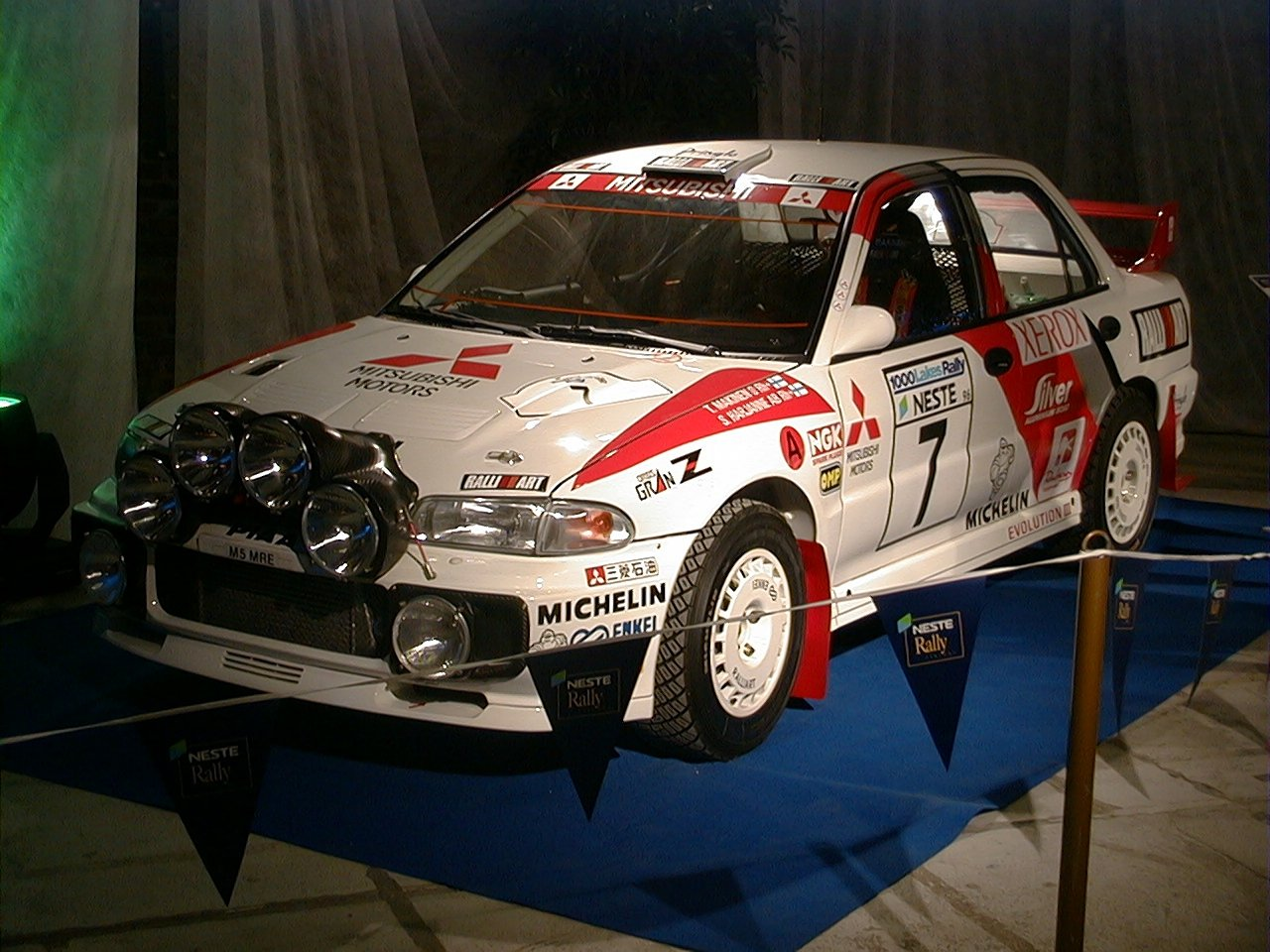
Tommi Makinen ganó su primer título mundial con un Mitsubishi Lancer Evo III.

| Pos. | Piloto                | SWE | KEN | INA | GRE | ARG | FIN | AUS | ITA | ESP | Pts |
| ---- | --------------------- | --- | --- | --- | --- | --- | --- | --- | --- | --- | --- |
| 1    | Tommi Mäkinen         | 1   | 1   | Ret | 2   | 1   | 1   | 1   | Ret | 5   | 123 |
| 2    | Colin McRae           | 3   | 4   | Ret | 1   | Ret | Ret | 4   | 1   | 1   | 92  |
| 3    | Carlos Sainz          | 2   | Ret | 1   | 3   | 2   | Ret | 3   | 2   | Ret | 89  |
| 4    | Kenneth Eriksson      | 5   | 2   | Ret | 5   | 3   | 5   | 2   | 5   | 7   | 78  |
| 5    | Piero Liatti          | 12  | 5   | 2   | 4   | 7   |     | 7   | Ret | 2   | 56  |
| 6    | Bruno Thiry           |     |     |     | 6   | 5   | 11  | 6   | 3   | 3   | 44  |
| 7    | Juha Kankkunen        | 4   |     | 3   |     |     | 2   |     |     |     | 37  |
| 8    | Freddy Loix           |     |     |     | 7   |     |     |     | 4   | 4   | 24  |
| 9    | Richard Burns         |     |     | Ret |     | 4   |     | 5   |     | Ret | 18  |
| 10   | Marcus Grönholm       | 7   |     |     |     |     | 4   |     |     |     | 14  |
| 11   | Gilberto Pianezzola   |     |     |     | 8   | 6   |     |     | 7   |     | 13  |
| 12   | Ian Duncan            |     | 3   |     |     |     |     |     |     |     | 12  |
| 12   | Jarmo Kytölehto       |     |     |     |     |     | 3   |     | Ret | Ret | 12  |
| 14   | Yoshio Fujimoto       |     |     | 4   |     |     |     | 9   |     |     | 12  |
| 15   | Thomas Rådström       | 6   |     |     | Ret |     | 6   |     |     | Ret | 12  |
| 16   | Patrick Bernardini    |     |     |     | 9   | 9   |     |     | 10  | 6   | 11  |
| 17   | Reza Pribadi          |     |     | 5   |     |     |     |     |     |     | 8   |
| 18   | Stig Blomqvist        | 8   | 7   |     |     |     |     | Ret |     |     | 7   |
| 19   | Rui Madeira           |     |     |     | Ret | 8   | 9   |     | Ret | 9   | 7   |
| 20   | Kenjiro Shinozuka     |     | 6   |     |     |     |     |     |     |     | 6   |
| 20   | Michael Lieu          |     |     | 6   |     |     |     | Ret |     |     | 6   |
| 20   | Franco Cunico         |     |     |     |     |     |     |     | 6   |     | 6   |
| 23   | Shigeyuki Konishi     |     |     | 7   |     |     |     | 25  |     |     | 4   |
| 23   | Sebastian Lindholm    | Ret |     |     |     |     | 7   |     |     |     | 4   |
| 25   | Didier Auriol         | 10  |     |     |     |     |     |     | 8   |     | 4   |
| 26   | Angelo Medeghini      |     |     |     | Ret | 12  | 10  |     | 9   | 10  | 4   |
| 27   | Hideaki Miyoshi       |     | 8   |     |     |     |     | 29  |     |     | 3   |
| 27   | Irvan Gading          |     |     | 8   |     |     |     |     |     |     | 3   |
| 27   | Lasse Lampi           |     |     |     |     |     | 8   |     |     |     | 3   |
| 27   | Peter 'Possum' Bourne |     |     |     |     |     |     | 8   |     |     | 3   |
| 27   | Oriol Gómez           |     |     |     |     |     |     |     |     | 8   | 3   |
| 32   | Tomas Jansson         | 9   |     |     |     |     |     |     |     |     | 2   |
| 32   | Patrick Njiru         |     | 9   |     |     |     |     |     |     |     | 2   |
| 32   | Chandra Alim          |     |     | 9   |     |     |     |     |     |     | 2   |
| 32   | Jonathan Toroitich    |     | 10  |     |     |     |     |     |     |     | 1   |
| 35   | Bambang Hartono       |     |     | 10  |     |     |     |     |     |     | 1   |
| 35   | Jean-Pierre Richelmi  |     |     |     | 10  |     |     |     |     |     | 1   |
| 35   | Uwe Nittel            | 16  |     |     | 14  | 10  | 16  | DSQ | Ret | 16  | 1   |
| 35   | Ed Ordynski           |     |     |     |     |     |     | 10  |     |     | 1   |
| Pos. | Piloto                | SWE | KEN | INA | GRE | ARG | FIN | AUS | ITA | ESP | Pts |

### Campeonato de Constructores
| Pos. | Equipo     | SWE | KEN | INA | GRE | ARG | FIN | AUS | ITA | ESP | Pts |
| ---- | ---------- | --- | --- | --- | --- | --- | --- | --- | --- | --- | --- |
| 1    | Subaru     | 43  | 50  | 29  | 56  | 38  | 18  | 50  | 53  | 64  | 401 |
| 2    | Mitsubishi | 47  | 50  | 0   | 41  | 56  | 46  | 53  | 11  | 18  | 322 |
| 3    | Ford       | 40  | 13  | 35  | 40  | 47  | 5   | 40  | 54  | 25  | 299 |

### Campeonato de Producción
| Pos. | Piloto           | Puntos |
| ---- | ---------------- | ------ |
| 1    | Gustavo Trelles  | 55     |
| 2    | Uwe Nittel       | 50     |
| 3    | Pascal Smets     | 17     |
| 4    | Kenneth Bäcklund | 13     |
| 4    | Hideaki Miyoshi  | 13     |
| 4    | Michael Lieu     | 13     |
| 4    | Pasi Hagström    | 13     |
| 4    | Ed Ordynski      | 13     |

- Fuente[1]